# Шерман, Джон
Джон Шерман (англ. John Sherman; 10 мая 1823 — 22 октября 1900) — американский политик, член Палаты представителей, сенатор от штата Огайо, 35-й Государственный секретарь США, 32-й министр финансов США. Один из основных авторов Актов о реконструкции.

## Биография
Джон Шерман родился в Ланкастере, штат Огайо, в семье судьи Чарльза Роберта Шермана и его супруги Мэри Хойт Шерман. После смерти мужа в 1829 году за Мэри и её одиннадцатью детьми стал заботиться брат Джона, Уильям. Образование Джон получил в обычной школе. После её окончания он поступил в академию в Огайо, но, получив работу инженера по проектированию каналов, бросил учёбу. Позже начал изучать право и в 1844 году был принят в коллегию адвокатов. В 1848 году Шерман женился на Сесилии Стюарт, дочери судьи штата Огайо.
После женитьбы Шерман заинтересовался политикой. В 1848 году он был делегатом на Национальной конвенции партии вигов. В 1854 году Джон Шерман был избран в Палату представителей штата Огайо. В 1860—1861 годах Шерман занимал пост в качестве председателя налогового комитета Палаты представителей.
В 1870-х—1880-х годах Джон Шерман входил во фракцию «полукровок», одну из основных в Республиканской партии. В 1876 году участвовал в президентской кампании Ратерфорда Б. Хейса. После его победы с 1877 по 1881 год являлся министром финансов США. В 1880 году сам пытался баллотироваться на пост президента США от Республиканской партии, но после 35 безуспешных голосований делегатов национального съезда партии поддержал компромиссную кандидатуру Джеймса Гарфилда, который и был избран президентом. С 1881 по 1897 году был сенатором от штата Огайо. C 1886 по 1893 и с 1895 по 1897 возглавлял сенатский комитет по международным отношениям.
С декабря 1885 по январь 1886 года, из-за смерти Томаса Хендрикса, Джон временно исполнял обязанности вице-президента США.
В 1897—1898 годах занимал должность государственного секретаря США, уйдя в отставку из-за ухудшающихся здоровья и памяти.
Шерман умер в своем доме в Вашингтоне 22 октября 1900 года в компании своей дочери, родственников и друзей. В общей сложности он провёл на государственной службе 42 года, 4 месяца и 22 дня.

## Закон о покупке серебра
В 1890 году под давлением «серебряных баронов» Среднего Запада был принят федеральный закон, известный как
«Закон Шермана о покупке серебра». Закон обязывал правительство использовать серебро наравне с банкнотами и золотом. После паники 1893 года был отменен (ноябрь 1895).